# 술탄 중의 술탄
술탄 중의 술탄은 오스만 투르크 왕실 칭호 Sulṭānü's-Selāṭīn을 문자 그대로 영어로 번역한 것이다. 이 제목은 페르시아어 맥락에서 델리 술탄국의 술탄들에 의해 처음 사용되었다.
"왕중왕"과 같은 셈족 출신의 다른 칭찬할 만한 칭호들과 마찬가지로, 술탄 중의 술탄은 보편적이고 합법적인 주권을 포함하여 제국의 지위를 주장할 수 있다. 비록 황제의 개념과 칭호가 이슬람 전통과는 크게 동떨어져 있지만, 공식적인 완전한 스타일로 "술탄 중의 술탄"이라는 칭호를 사용한 오스만 왕조는 영토의 범위와 거대한 길이 때문에 아마도 사용에 대한 가장 좋은 주장을 가지고 있었을 것이다. 오스만 제국은 또한 전통적인 동로마 제국의 황제 칭호인 카이사르를 자신들의 통치자(파디샤) 칭호로 사용했다.
술탄 중의 술탄이라는 칭호는 술탄 가리의 비문에서 델리 술탄 알탐시(일투트미시)에게 사용되었다. 이 칭호는 델리 술탄국의 술탄이 처음 사용했다. 델리 술탄국의 술탄들은 수백 명의 인도 라자가 그들의 종주권 아래에서 통치했기 때문에 이 칭호를 북인도에 대한 그들의 통치를 의미하는 데 사용했다. 그러나 그들은 또한 그들이 독립적이었지만 칼리파 아래에 있다고 생각했다.
벵골 술탄들도 마찬가지로 이 칭호를 사용했다. 루쿠누딘 카이카우스와 사이푸딘 함자 샤가 그런 예다.
이란의 샤한샤( 페르시아어로 "왕중왕")도 정당성은 약간 떨어지지만 "술탄 중의 술탄"이라고 주장했다. 이러한 주장은 이슬람의 수니파와 시아파 사이의 갈등과 관련이 있다.

## 참고 문헌
- G. W. Prothero, Stanley Leathes, Sir Adolphus William Ward, John Emerich Edward Dalberg-Acton Acton (Baron.) (1907). 《The Cambridge Modern History》. CUP Archive. 95쪽. 2014년 11월 20일에 확인함.